# Demtjigdonrov
Demtjigdonrov, född 8 februari 1902, avliden 23 maj 1966, även känd som Prins De (eller Prins The), Wangen av västra Sunit och Dewang på kinesiska, var en mongolisk aristokrat och ledare för en självständighetsrörelse i Inre Mongoliet. Under det andra sino-japanska kriget var han regeringschef över Mengjiang, en japansk marionettstat.
Han föddes i Xilingol i Inre Mongoliet och tillhörde Högra Söned-baneret. Han var den mongoliske fursten Namjil Wangchuks ende son. Demtjigdonrovs namn kan härledas till två tibetanska ord bde mchog och don grub, som syftar på den tantriska gudomen Chakrasamvara respektive Siddharta.
När hans far dog 1908 gav Qingregeringen honom tillstånd att ta över dennes furstliga titel. Efter Qingdynastins fall tillhörde Demtjigdonrov en politiskt moderat gruppering bland mongolerna och försökte verka för mongolisk autonomi inom Republiken Kina, vars regering istället valde att omorganisera området i de nya kinesiska provinserna Chahar, Ningxia och Suiyuan. Under 1920-talet arbetade han inom provinsregeringen i Chahar och riktade flera appeller till Chiang Kai-sheks regering i Nanking för mongolisk autonomi, men Chiang ställde sig avvisande.
När Japan invaderade Manchuriet 1931 och upprättade lydstaten Manchukuo ställdes den intilliggande Chahar-provinsen inför nya utmaningar, men Demtjigdonrov lyckades inte väcka nationalistregeringens intresse, varför han slutligen valde att samarbeta med Japan istället. 1936 upprättade han med japanskt stöd staten Mengjiang, som var nominellt självständig men i realiteten stod under stort japanskt inflytande.
När Mengjiang upplöstes 1945 levde han under Kuomintangs övervakning och flydde till Yttre Mongoliet, när kommunisterna vann det kinesiska inbördeskriget i slutet på 1940-talet. Han utlämnades dock till Folkrepubliken Kina av den mongoliska regeringen och satt i fängelse i tretton år för landsförräderi. Efter att han benådats arbetade han fram till sin död på ett museum i Hohhot.

## Källa
- Boorman Howard L., Howard Richard C., red (1967-1979) (på engelska). Biographical dictionary of republican China. New York: Columbia U.P. Libris 1923